# Casas-torre en Bretaña e Irlanda

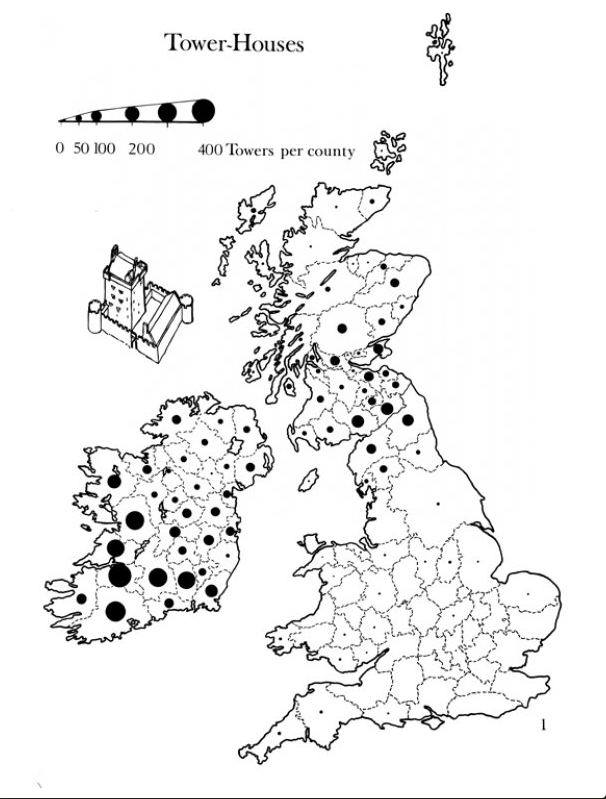
Distribución de casas-torre en las islas británicas.

Las casas-torre (en irlandés: caisleán) aparecieron en las islas de Irlanda y Gran Bretaña, empezando en la Alta Edad Media. Tales edificios se construyeron en las partes más salvajes de Gran Bretaña e Irlanda, particularmente en Escocia, y por toda Irlanda, hasta al menos el siglo XVII. Los restos de tales estructuras están distribuidas alrededor de la campiña irlandesa y escocesa, con una concentración particular en las Fronteras escocesas que  incluyen las torres Peel y casas de bastilla. Algunas están todavía intactas e incluso habitadas hoy, mientras que otras permanecen como cáscaras en ruinas.

## Casas-torre escocesas

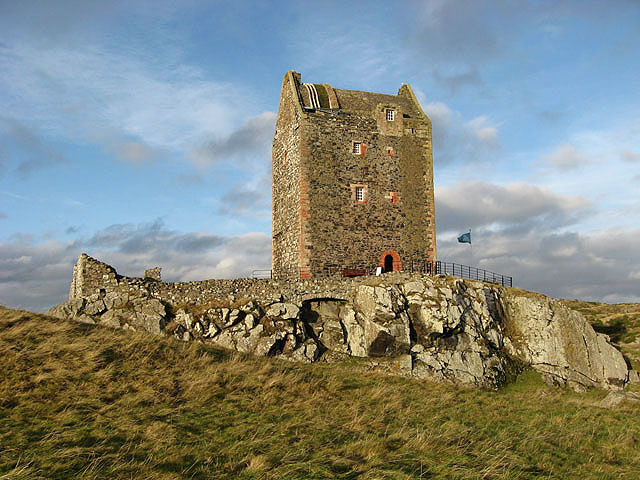
Torre de Smailholm en Roxburghshire, Escocia

Las casas-torre a menudo fueron llamadas castillos, y a pesar de la medida compacta de sus plantas,  son habitaciones formidables y no hay distinción clara entre un castillo y una casa-torre. En Escocia hay un sistema de clasificación que ha sido ampliamente aceptado basado la forma de la planta, como el estilo de la torre de planta en L, siendo un ejemplo el diseño original  (previo a la ampliación) del Castillo de Muchalls en Escocia.

Las pocas torres circulares escocesas que sobreviven de la Edad de Hierro conocidas como brochs, son a menudo comparadas a las casas-torre, teniendo estas pasajes murales y un basebatter, (un engrosamiento de la pared que cae oblicuamente, con la intención de impedir el uso de un ariete) a pesar de que las entradas a los brochs son mucho menos ostentosas.

## Casas-torre irlandesas

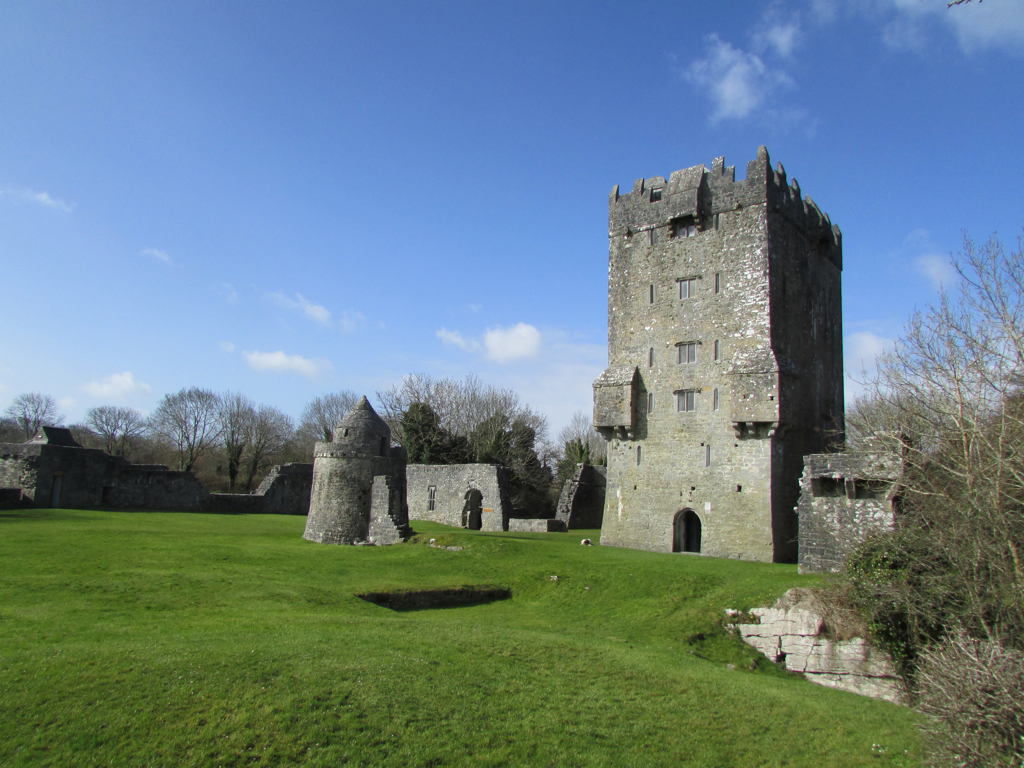
Castillo de Aughnanure, una casa-torre y su muro en el Condado de Galway, Irlanda

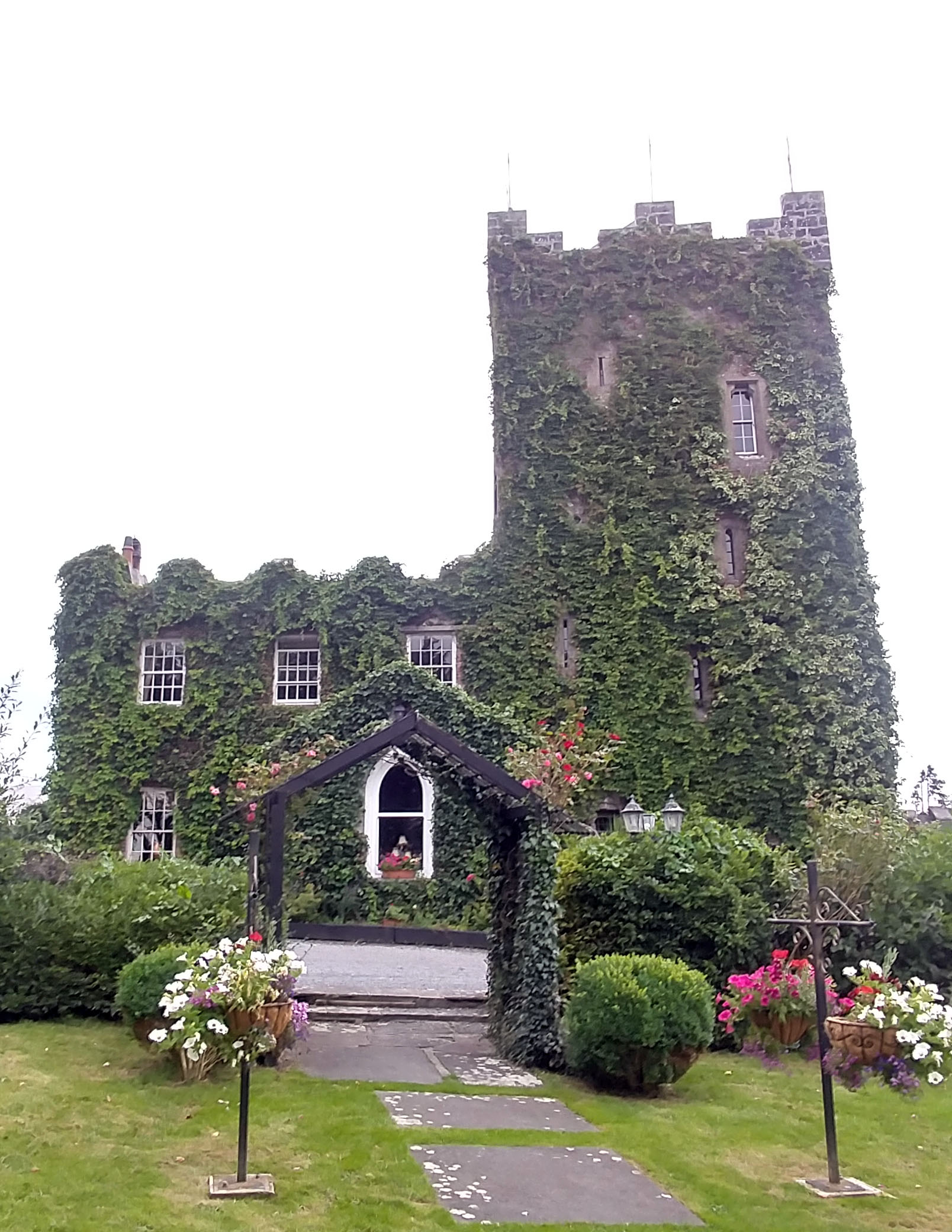
Castillo de Cloonacauneen, una casa-torre en el Condado de Galway, Irlanda

El arqueólogo irlandés Tom Finan ha declarado que mientras que los orígenes precisos de la casa-torre irlandesa son "sombríos",  hace el caso de que "la casa-sala irlandesa es de hecho la madre de la casa-torre irlandesa". Tadhg O'Keefe ha resaltado que sigue habiendo problemas sobre el uso de los términos 'sala', 'casa-sala', y 'casa-torre' que se han vuelto enredados y pide por un entendimiento más claro de los términos, y donde se aplican. Mientras que el arqueólogo Thomas Johnson Westropp prefirió el término 'casa peel' para este tipo de residencias fortificadas, el término 'casa-torre' se volvió más ampliamente utilizado al principio del siglo XX, con el trabajo y las publicaciones del arquitecto y anticuario Harold Graham Leask.
Ya sea como una evolución de una forma más antigua o no, muchas casas-torre fueron construidas en Irlanda entre el principio del siglo XV y el siglo XVII, con más de dos mil casas-torre aún en existencia. Después del 1500, muchos señores construyeron casas fortificadas, aunque la introducción de cañones lentamente volvieron tales defensas cada vez más obsoletas. Es posible que muchas fueran construidas después de que el rey Enrique VI de Inglaterra introdujera un subsidio de construcción de £10 en 1429 para cada hombre en la Empalizada que deseara construir un castillo dentro de un período de 10 años (Corros de Estatuto del Parlamento de Irlanda, Reinado de Enrique VI, pg. 33-5). Aun así, estudios recientes han socavado la importancia de esta subvención, demostrando que hubo muchas subvenciones similares en épocas diferentes y en áreas diferentes, y porque muchas fueron construidas en áreas fuera del control inglés.
Fueron construidas tanto por los Anglo-irlandeses como por los irlandeses gaélicos, con algunas siendo construidas por inmigrantes ingleses y escoceses durante las sucesivas conquistas de Irlanda entre 1570 y 1690. Muchas fueron posicionadas a la vista de las otras y se dice que un sistema de comunicación visual fue establecido entre ellas, basado en línea visual de los niveles superiores, aunque puede que esto sencillamente sea un resultado de su alta densidad. El Condado de Kilkenny tiene varios ejemplos de esta configuración como Ballyshawnmore y Neigham. El Condado de Clare es conocido por haber tenido aproximadamente doscientos treinta casas-torre en el siglo XVII, algunas de las cuales fueron estudiadas por el anticuario irlandés Thomas Johnson Westropp en el 1890.
La casa-torre irlandesa fue utilizada tanto con motivos defensivos como residenciales, con muchas dinastías señoriales construyéndolas sobre sus tierras heredadas para afirmar su status y proporcionar una residencia para el linaje mayor de la familia. Muchas tuvieron una pared defensiva alrededor del edificio, conocida como bawn (en irlandés: bábhún).

## Lectura adicional
- Eadie, Gillian (2010), «Detecting privacy and private space in the Irish tower house», Château Gaillard: Études de castellologie médiévale 24: 69-75.

- Datos: Q1535658
- Multimedia: Tower houses / Q1535658